# 1896년 하계 올림픽 사이클
1896년 하계 올림픽 사이클은 그리스 아테네에서 개최된 1896년 하계 올림픽의 종목이다. 1896년 4월 8일부터 13일까지 그리스 아테네에서 열렸다. 네오 팔리론 벨로드롬에서 6개의 세부 종목으로 진행된 이 대히에는 5개국에서 19명의 선수가 참가하였으며 남자 경기만 열렸다.

## 경기장
| 도시   | 경기장                     | 원어명                    | 로마자명               | 개최 종목   |
| ------ | -------------------------- | ------------------------- | ---------------------- | ----------- |
| 아테네 | 아테네 개인 도로 경기 코스 |                           |                        | 도로 사이클 |
| 아테네 | 네오 팔리론 벨로드롬       | Νέο Φάληρο Ποδηλατοδρόμιο | Neo Phaliron Velodrome | 트랙 사이클 |

## 세부 종목
1896년 하계 올림픽 사이클의 세부 종목은 아래와 같으며, 남자 경기만 진행되었다.
| - 도로 경기 - 남자 개인도로경기 | - 트랙 경기 - 남자 독주경기 - 남자 스프린트 - 남자 10km - 남자 100km - 남자 12시간 |

## 참가국
1896년 하계 올림픽 사이클 경기의 참가국과 참가 선수의 수는 아래와 같다.
- 그리스 (9명)[1]
- 독일 (5명)
- 영국 (2명)
- 오스트리아 (1명)
- 프랑스 (2명)

## 메달 집계

### 최종 순위
| 순위 | 국가       | 금메달 | 은메달 | 동메달 | 합계 |
| ---- | ---------- | ------ | ------ | ------ | ---- |
| 1    | 프랑스     | 4      | 1      | 1      | 6    |
| 2    | 그리스     | 1      | 3      | 0      | 4    |
| 3    | 오스트리아 | 1      | 0      | 2      | 3    |
| 4    | 영국       | 0      | 1      | 1      | 2    |
| 5    | 독일       | 0      | 1      | 0      | 1    |
| 합계 | 합계       | 6      | 6      | 4      | 16   |

### 메달리스트

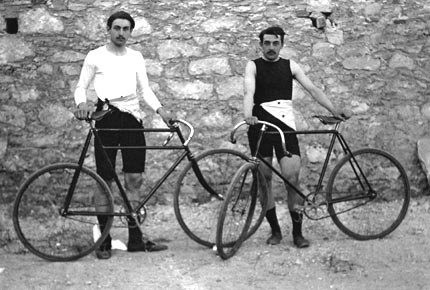
사이클에서 4개 종목 1위를 차지한 프랑스 선수 레온 플라멩(왼쪽)과 폴 마송(오른쪽)

| 종목                  | 금                                   | 은                                 | 동                       |
| --------------------- | ------------------------------------ | ---------------------------------- | ------------------------ |
| 남자 개인 도로 자세히 | 아리스티디스 콘스탄티니디스 · 그리스 | 아우구스트 폰 괴드리히 · 독일      | 에드워드 바텔 · 영국     |
| 남자 스프린트 자세히  | 폴 마송 · 프랑스                     | 스타마티오스 니콜로풀로스 · 그리스 | 레온 플라멩 · 프랑스     |
| 남자 독주 자세히      | 폴 마송 · 프랑스                     | 스타마티오스 니콜로풀로스 · 그리스 | 아돌프 슈말 · 오스트리아 |
| 남자 10 km 자세히     | 폴 마송 · 프랑스                     | 레온 플라멩 · 프랑스               | 아돌프 슈말 · 오스트리아 |
| 남자 100 km 자세히    | 레온 플라멩 · 프랑스                 | 게오르기오스 콜레티스 · 그리스     | 없음                     |
| 남자 12시간 자세히    | 아돌프 슈말 · 오스트리아             | 프랭크 키핑 · 영국                 | 없음                     |

## 같이 보기
- 올림픽 사이클 남자 메달리스트 목록

## 참고 문헌
- (영어) 국제 올림픽 위원회 - 1896년 하계 올림픽 도로 사이클 경기 결과
- (영어) 국제 올림픽 위원회 - 1896년 하계 올림픽 트랙 사이클 경기 결과
- (영어) 국제 올림픽 위원회 데이터베이스
- Lampros, S.P.; Polites, N.G.; De Coubertin, Pierre; Philemon, P.J.; & Anninos, C. (1897). 《The Olympic Games: BC 776 – AD 1896》. Athens: Charles Beck. (Digitally available at  보관됨 2013-01-16 - 웨이백 머신)
- Mallon, Bill; & Widlund, Ture (1998). 《The 1896 Olympic Games. Results for All Competitors in All Events, with Commentary》. Jefferson: McFarland. ISBN 0-7864-0379-9. (Excerpt available at )
- Smith, Michael Llewellyn (2004). 《Olympics in Athens 1896. The Invention of the Modern Olympic Games》. London: Profile Books. ISBN 1-86197-342-X.

| 올림픽 사이클 |                                       |           |
|               | 1896년 하계 올림픽 사이클 아테네 1896 | 다음 대회 |
|               | 1896년 하계 올림픽 사이클 아테네 1896 | 파리 1900 |